# Констанцин-Езёрна (гмина)
Констанцин-Езёрна (пол. Konstancin-Jeziorna) — гмина (волость) в Польше, входит как административная единица в Пясечинский повет, Мазовецкое воеводство. Население — 22 984 человека (на 2004 год).

## Демография
| Перепись                       | Всего   | Всего | Женщины | Женщины | Мужчины | Мужчины |
| ------------------------------ | ------- | ----- | ------- | ------- | ------- | ------- |
| Единицы                        | человек | %     | человек | %       | человек | %       |
| Население                      | 22 984  | 100   | 12 099  | 52,6    | 10 885  | 47,4    |
| Плотность населения (чел./км²) | 293,6   | 293,6 | 154,6   | 154,6   | 139,1   | 139,1   |

## Административно-территориальное деление
Город Констанцин-Езёрна.

### Сельские округа
1. Белява
2. Боровина
3. Цецишев
4. Цишица
5. Чарнув
6. Чернидла
7. Дембувка
8. Гассы
9. Хабдзин
10. Кавенчин
11. Кавенчинек
12. Кемпа-Оборска
13. Кемпа-Окшевска
14. Кершек
15. Ленг
16. Оборы
17. Обурки
18. Окшешин
19. Опач
20. Парцеля-Оборы
21. Пяски
22. Сломчин
23. Туровице

## Соседние гмины
1. Гмина Гура-Кальваря
2. Юзефув
3. Гмина Карчев
4. Отвоцк
5. Гмина Пясечно
6. Варшава